# The Muddy Waters Woodstock Album
The Muddy Waters Woodstock Album è un album in studio del musicista statunitense Muddy Waters, pubblicato nel 1975.

## Tracce
Testi e musiche di McKinley Morganfield eccetto dove indicato.
1. Why Are People Like That (Bobby Charles) – 3:35
2. Going Down to Main Street – 3:57
3. Born with Nothing – 5:20
4. Caledonia (Fleecie Moore) – 6:14
5. Funny Sounds – 4:32
6. Love, Deep as the Ocean – 5:10
7. Let the Good Times Roll (Fleecie Moore, Sam Theard) – 5:13
8. Kansas City (Jerry Leiber, Mike Stoller) – 5:09

## Formazione
- Muddy Waters – voce, chitarra
- Garth Hudson – organo, fisarmonica, sassofono
- Paul Butterfield – armonica
- Bob Margolin – chitarra
- Pinetop Perkins – piano
- Howard Johnson – sassofono
- Fred Carter Jr. – basso, chitarra
- Levon Helm – batteria, basso

## Premi
- Grammy Award
  - 1976: "Best Ethnic or Traditional Folk Recording"